# 来遠橋

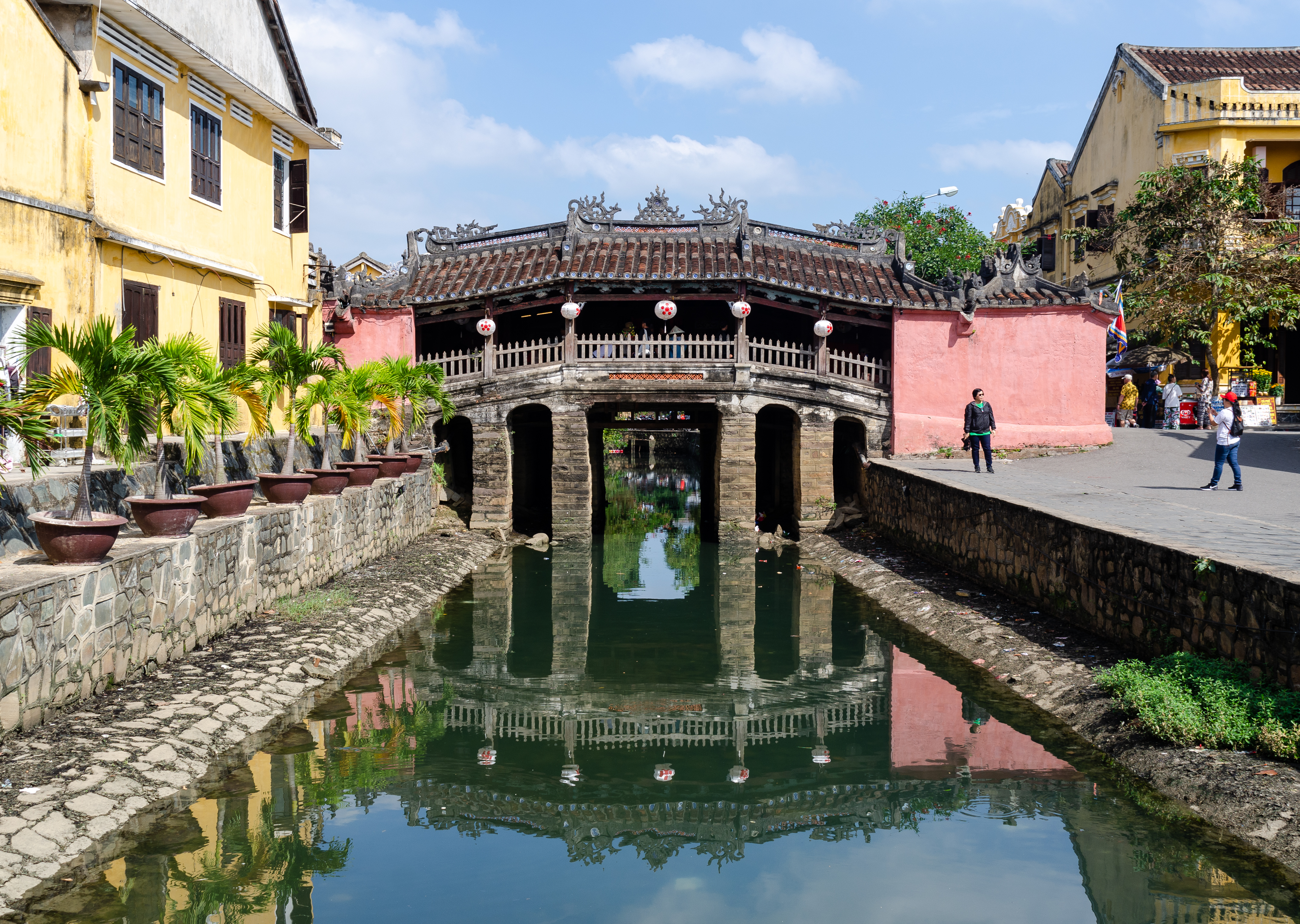
現在も残る来遠橋。

来遠橋（らいえんばし、ベトナム語：Lai Viễn Kiều / 來遠橋）、または日本橋（にほんばし、ベトナム語：Cầu Nhật Bản / 橋日本）とは、ベトナムのホイアン旧市街にある石橋である。

## 概要
旧市街地そのものが世界文化遺産である、ベトナム・クアンナム省のホイアン旧市街、チャンフー通りとグエン・チ・ミンカイ通りを結ぶ場所に位置する。幅3m、長さ18mの瓦屋根付きの太鼓橋で、1593年に日本人が橋を架け、当時の日本人町と中華街を結んでいたとされる。現代のベトナム語では Chùa Cầu（橋寺）とも呼ばれ、その名が示す通り、橋の中に祠が設けられている。
橋の名前は、1719年に広南国王の阮福淍が論語の「朋あり遠方より来たる、また楽しからずや」から名付けたとされる。申年に建築が始まり戌年に終わったことから、橋の両端には申と戌の木像がある。
世界遺産ホイアンの観光名所として、橋の中央部にある祠への入場は有料チケット制となっているが、橋の通行のみであれば無料である。橋の入り口には高さのある敷居が設置されており、自動車やシクロの通行は出来無いが、自転車やオートバイなら引いての通行が可能であり、現在でも市民が日常生活に利用している。

## 歴史

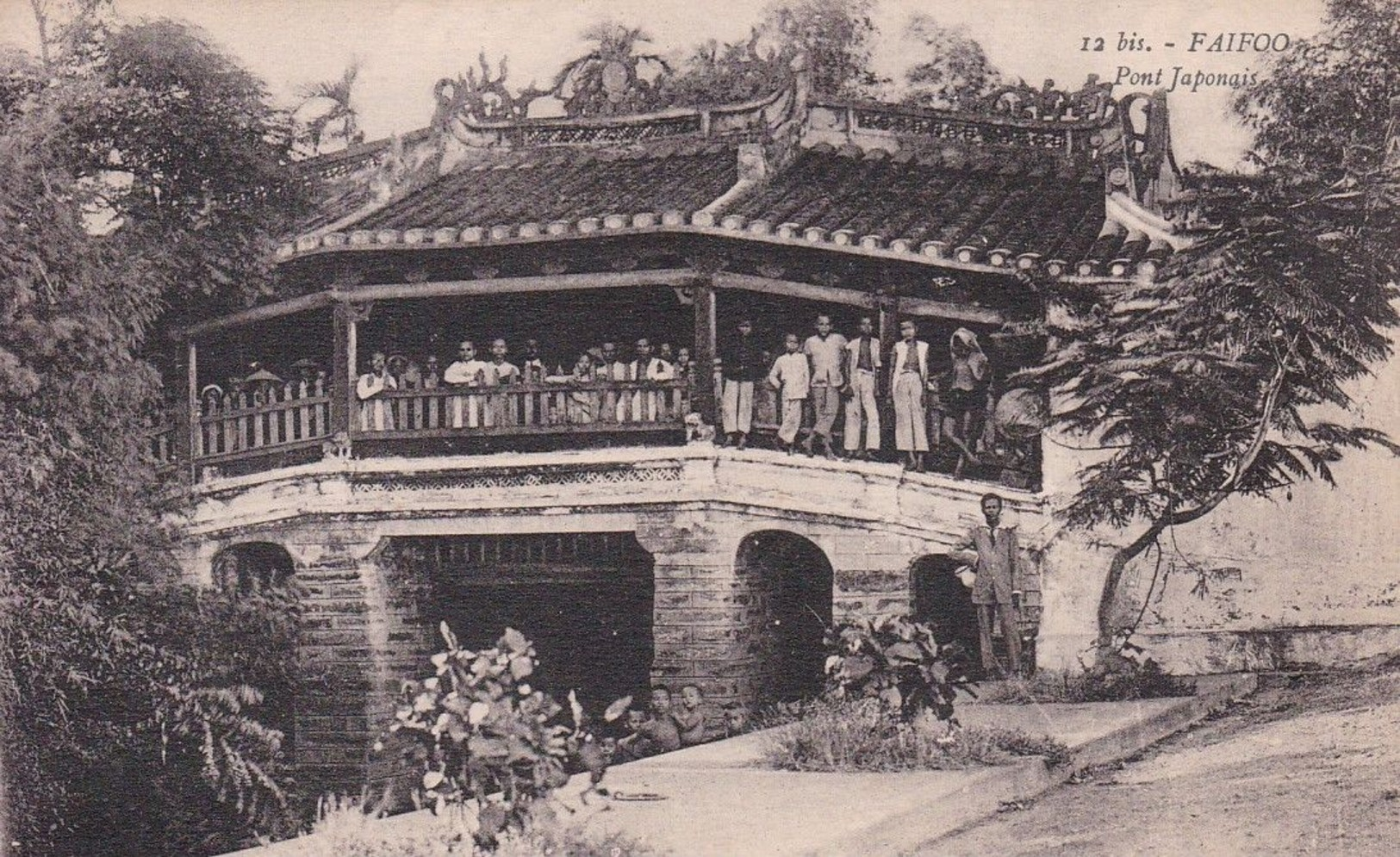
来遠橋の絵がポストカードに

ホイアンは16世紀半ばより、広南国の外港として、日本・明・ポルトガルなど各国との貿易で栄えた。特に日本は、江戸時代に鎖国政策が始まるまで、江戸幕府が発行した354通の朱印状のうち、1⁄4にあたる86通が、ホイアンとの貿易を許可するものであった程に交易が盛んで、多くの日本人がホイアンに移住していた。
しかしその後は、江戸幕府の鎖国、オランダ商館の閉鎖、清・台湾鄭氏の遷界令、西山党の乱などの人的要因と、トゥボン川（秋盆江）の堆積による自然要因で、19世紀には、その地位をダナンに譲り、街も衰退した。しかしそれゆえに、ホイアンはベトナム戦争の戦火を生き延びた。
現在の来遠橋は、1986年に修復されたものである。ホイアン市は老朽化した橋の修復のため、JICA協力のもと修復作業開始の式典を2022年12月28日に行った。

## 文化
2006年発行の2万ドン紙幣の裏面には、来遠橋が描かれている。